# كلاينشتاتراي

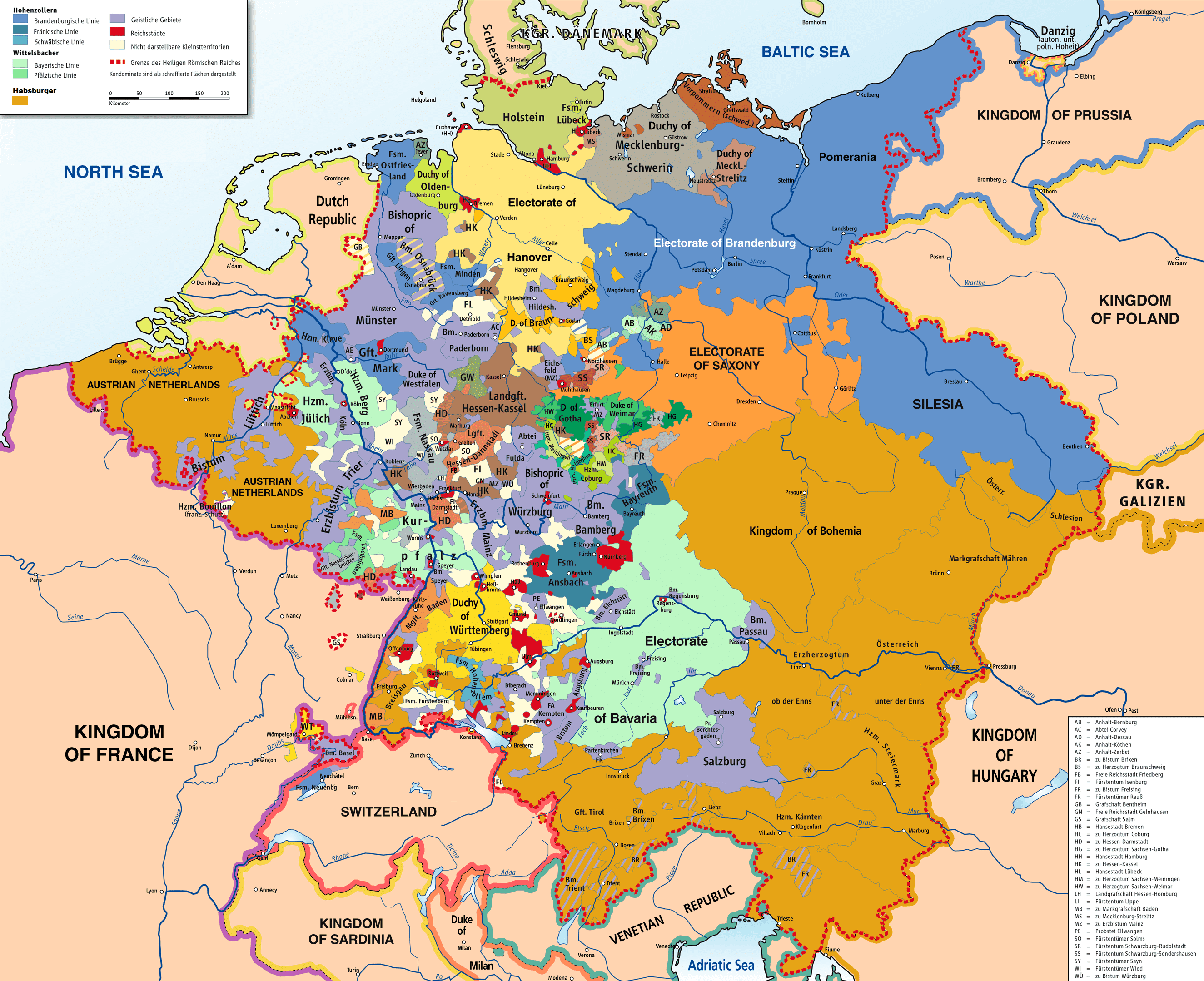
الإمبراطورية الرومانية المقدسة عام 1789

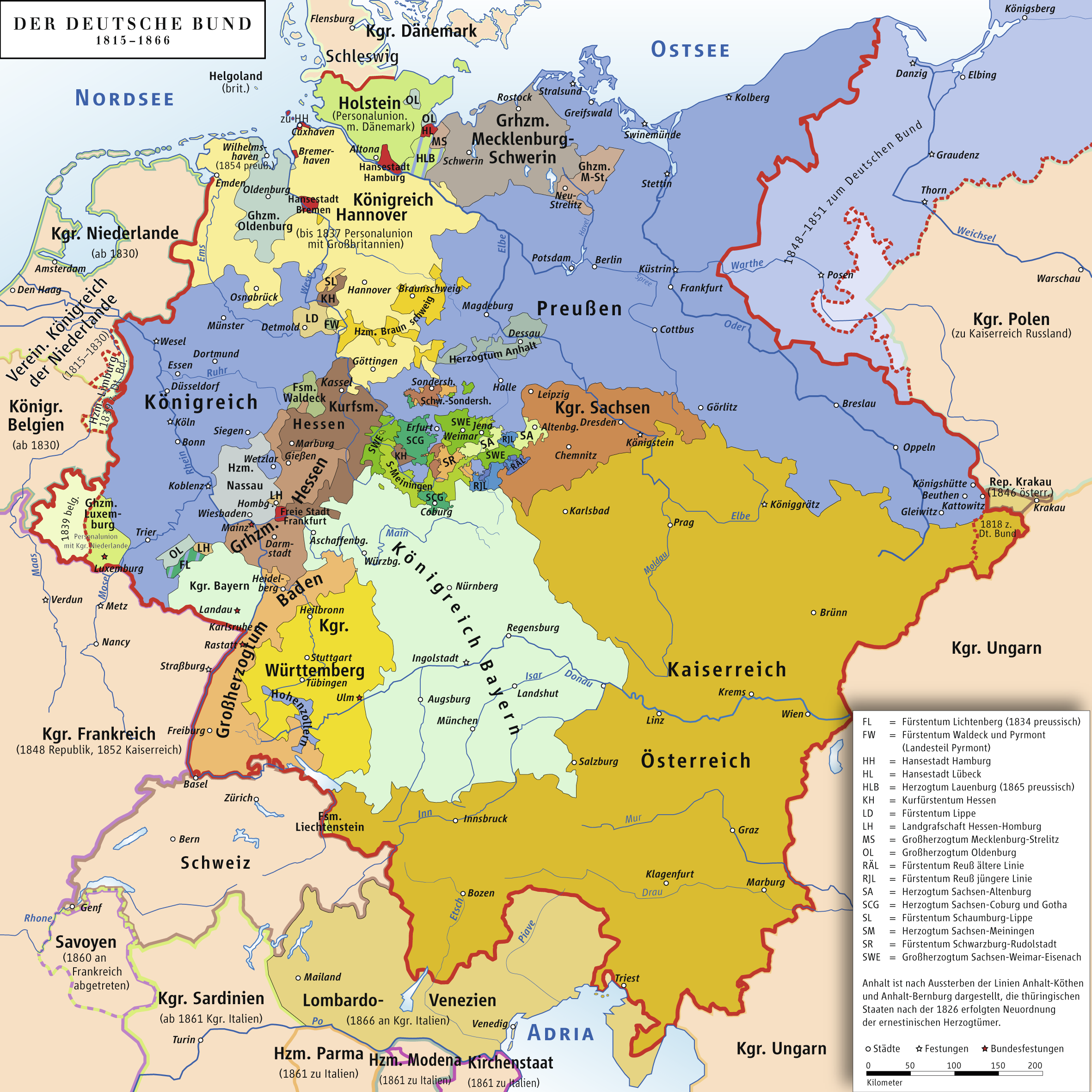
ظلت الكونفدرالية الألمانية المؤلفة من تسعة وثلاثين دولة (1815–1866) تضم عددًا من الدول الصغيرةcopic states.

كلاينشتاتراي أو الدويلة الصغيرة (بالألمانية: Kleinstaaterei، تُلفظ بالألمانية: [ˌklaɪnʃtaːtəˈʁaɪ]) هي كلمة ألمانية تستخدم غالبًا بصيغة سلبية للإشارة إلى التجزئة الإقليمية في ألمانيا والدول المجاورة خلال الإمبراطورية الرومانية المقدسة (خاصة بعد نهاية حرب الثلاثين عامًا)، وخلال الاتحاد الألماني في النصف الأول من القرن التاسع عشر. تشير الكلمة إلى العدد الكبير من الإمارات العلمانية والكنسية والمدن الاستعمارية الحرة الصغيرة ومتوسطة الحجم، التي كان بعضها أكبر قليلًا من مدينة واحدة أو المنطقة المحيطة بدير لكنيسة إمبراطورية. تختلف تقديرات العدد الإجمالي للولايات الألمانية في أي وقت من الأوقات خلال القرن الثامن عشر، وتتراوح بين 294 و748 أو أكثر.
تفاقمت التجزئة الإقليمية بسبب التشكيل الإقليمي العشوائي للمقاطعات، أو تقسيم مقاطعات الأسر الحاكمة عن طريق الميراث، كان عدد كبير جدًا من دول الإمبراطورية الرومانية المقدسة يتألف من أجزاء غير متلاصقة، مما أدى إلى وجود عدد لا يحصى من الأراضي المحيطة والمستحاطة.
في صيف عام 1789، غادر الشاب فيلهلم فون همبولت وبعض الأصدقاء مدينة براونشفايغ، عاصمة إمارة براونشفايغ-فولفنبوتل، إلى فرنسا لمتابعة الأحداث الثورية الجارية في باريس، وكان لزامًا عليه أن يدخل ويخرج من ستة دوقيات، وأربعة أسقفيات، ومدينة إمبراطورية حرة (آخن) قبل أن يصل إلى الحدود الفرنسية.

## التاريخ
إن الدوقيات الألمانية الناشئة القوية ذاتية الحكم، والتي كانت موجودة بالفعل قبل زوال الإمبراطورية الكارولنجية وتشكيل مملكة الفرنجة الشرقية خلال القرن التاسع، شكلت في الأساس الطابع الفيدرالي للمملكة. خلافًا لما حدث في الممالك الأوروبية الأخرى، انتخب حشد من الأمراء الإمبراطوريين الملك من من بين الدوقات الإقليمية بعد زوال السلالة الكارولنجية الحاكمة حوالي العام 898. منع هذا النظام من تطوير نظام ملكي مركزي قوي في حين كان الحكام المحليون الذين كانوا يسعون إلى تعزيز مصالحهم الخاصة واستقلالهم يتمردون غالبًا على الحاكم السيادي وكان لابد من حل الصراعات في ساحة المعركة.

أدى التداخل الإمبراطوري بين عامي 1245 و1312 وبين عامي 1378 و1433 إلى زيادة عدم الاستقرار السياسي وتعزيز الحركات الطائفية، مثل رابطة المدن الشوابية، والرابطة الهانزية والكونفدرالية السويسرية. أدى الاقتتال بين طبقة النبلاء الإقليمية الأقل شأنا، والتي تلقت إقطاعيتها من أمراء الأقاليم إلى صراعات مثل حرب كونتات تورينجي والمزيد من التفتت الإقليمي. كانت المدن الإمبراطورية الحرة، التي أسس العديد منها الملوك والأباطرة الألمان أثناء القرن العاشر إلى القرن الثالث عشر، تحت إدارة طبقة النبلاء الإمبراطورية، والتي كانت المعاقل المباشرة للإمبراطور. حصلت هذه المدن تدريجيًا على الاستقلال عندما تولى قضاة مدينتهم المتمركزون كامل السيطرة على الإدارة والعدالة.
كان التشرذم السياسي في الإمبراطورية السمة الأكثر بروزًا في التاريخ الألماني طيلة الفترة المبكرة من العصر الحديث؛ بل إنها تشكل الأساس للتنمية المشروطة في كافة مجالات الحياة العامة.
في حين نشأت دول قومية متماسكة في ممالك أوروبية أخرى مثل فرنسا نتيجة لأفكار حديثة مبكرة حول التركيز السياسي والمركزية، إذ حكمت آل هابسبورغ، التي سيطرت بالفعل على دوقية النمسا وبوهيميا والمجر، الإمبراطورية الرومانية المقدسة منذ عام 1438 وتمكنت من حيازة العرش الإمبراطوري بشكل دائم حتى عام 1806 (باستثناء فترة وجيزة بين عامي 1724 و1745). انتهجت أسرة هابسبورغ سياسة الاستراتيجية الكبرى التي ركزت على الحكم الأسري الطويل الأجل وسط مملكة شاسعة متعددة الطبقات والأعراق ضد بوربون فرنسا والدولة العثمانية. عملت الأراضي الإمبراطورية بدلًا من ذلك على الإبقاء على المناطق العازلة، والتي كانت تتعارض مع أي من مفاهيم الوطنية والهوية الوطنية.

## الاستخدام الألماني الحديث
يستخدم اليوم مصطلح كلاينشتاتراي في بعض الأحيان في وسائل الإعلام الألمانية وفي أماكن أخرى بمعنى مجازي لوصف النظام السياسي الألماني القائم على الفيدرالية على نحو انتقادي، وخاصة الإشارة إلى العجز الظاهري في اتخاذ القرار بشأن الإصلاحات في المجالات السياسية التي تقع ضمن مسؤولية الولايات (الولايات في ألمانيا) والتي تقع بالتالي تحت رعاية ست عشرة إدارة مختلفة. اعتبارًا من عام 2010، غالبًا ما يُستدعى مصطلح كلاينشتاتراي في المسائل المتعلقة بالسياسة التعليمية، مثل الصعوبات التي تسببها النظم المدرسية المختلفة لأطفال الأسر التي تنتقل من ولاية إلى أخرى.